# Notiophilus semistriatus
Notiophilus semistriatus är en skalbaggsart som beskrevs av Thomas Say 1823. Notiophilus semistriatus ingår i släktet Notiophilus och familjen jordlöpare. Inga underarter finns listade i Catalogue of Life.